# 야코야네
야코야네(모호크어: Iakoianes), 씨족 대모(Clan Mother)는 호디노쇼니(이로쿼이) 연맹 정치제도의 주요 구성요소이다. 씨족 대모는 다음 추장을 호선할 수 있고, 추장이 불성실하다고 판단되면 탄핵할 수 있다.
씨족 대모의 자리는 모계제로 세습되며, 차기 대모의 계승권은 전 대모의 큰언니를 1순위로 한다. 전 대모에게 언니가 없으면 전 대모의 장녀가 자리를 물려받는다. 정치적 역할 외에도 대모는 씨족 안에서 새로 태어나는 아이들에게 이름을 지어주고, 결혼하는 젊은이가 있으면 족내혼이 아닌지 확인하는 등의 역할을 한다.
전설에 따르면 이로쿼이 최초의 대모는 테카나위타와 함께 연맹을 건국한 지궁흐사세였다고 한다. 지궁흐사세는 한 씨족 뿐 아니라 연맹에 가맹한 모든 민족의 대모(Mother of Nations)였다.